# Liphistius desultor
Liphistius desultor SCHIØDTE, 1849 è un ragno appartenente alla Famiglia Liphistiidae; è la specie tipo del genere Liphistius.

## Etimologia
Il nome del genere deriva dalla radice prefissoide greca λιπ-, lip-, abbreviazione di λιπαρός, liparòs cioè unto, grasso, e dal sostantivo greco ἰστίον, istìon, cioè telo, velo, ad indicare la struttura della tela che costruisce intorno all'apertura del cunicolo.
L'epiteto specifico deriva dal sostantivo latino desultor, che significa cavallerizzo, che salta giù dal cavallo, ad indicare per traslato i movimenti acrobatici di questo ragno.

## Descrizione
Ragno primitivo appartenente al sottordine Mesothelae: non possiede ghiandole velenifere, ma i suoi cheliceri possono infliggere morsi piuttosto dolorosi
Questa specie ha alcuni caratteri in comune con L. sumatranus: ne condivide infatti la taglia più grossa dell'intero genere e la caratteristica delle zampe bicolori. I maschi si possono distinguere per la presenza di un lungo embolo e di lunghi processi spinali dell'apofisi tibiale retrolaterale. Le femmine invece come peculiarità rispetto a tutte le altre del genere Liphistius, hanno il poreplate (area dei genitali femminili interni coperta da una zona priva di pori) di forma quadrata.
Il bodylenght (lunghezza del corpo senza le zampe), esclusi anche i cheliceri, è di 28,2 millimetri nelle femmine. Il cefalotorace è più lungo che largo, circa 14,6 x 12,5 millimetri, arancione con strisce nere ai margini. I cheliceri, di colore marrone scuro distalmente e arancione prossimalmente, hanno 11-12 denti al margine anteriore delle zanne. Le zampe hanno i trocanteri e i femori di colore arancione con vari segmenti distali marrone scuro. L'opistosoma è anch'esso più lungo che largo, circa 12,8 x 11,3 millimetri, è di colore marrone chiaro, con gli scleriti, le tergiti e le filiere arancioni.
Nell'ambito del genere Liphistius si distinguono due gruppi principali per la morfologia dei genitali interni femminili. Il gruppo di cui fa parte questa specie ha il ricettacolo ventrale stretto e limitato alla parte centrale del poreplate, proprietà condivisa con L. birmanicus, L. lordae, L. trang, L. bristowei, L. yangae, L. langkawi, L. murphyorum e L. sumatranus.

## Biologia
Costruiscono cunicoli nel terreno profondi fino a 60 centimetri e tengono chiuso l'ingresso del cunicolo con una porta-trappola piuttosto rudimentale. Intorno all'apertura tessono 7-8 fili molto sottili e appiccicaticci in modo da accorgersi se qualche preda si sta avvicinando e, approfittando dei momenti in cui vi è invischiata, balzano fuori e la catturano. Vivono molti anni anche in cattività.

## Distribuzione e habitat
Rinvenuta sulle colline dell'isola di Penang, situata nello Stato malese omonimo; alle pendici del Kedah Peak, monte dello Stato malese di Kedah e sulle colline nei dintorni di Taiping, città dello Stato malese di Perak.